# جانزتاون (نبراسکا)
جانزتاون(به انگلیسی: Johnstown) شهری در ایالت نبراسکا کشور ایالات متحده آمریکا است که جمعیت آن در سرشماری سال ۲۰۱۰ میلادی، ۶۴ نفر بوده‌است.